# Melese columbiana
Melese columbiana är en fjärilsart som beskrevs av Rothschild 1909. Melese columbiana ingår i släktet Melese och familjen björnspinnare. Inga underarter finns listade i Catalogue of Life.